# Lappeenranta
Lappeenranta (/ˈlɑpːeːnˌrɑntɑ/, en suédois : Villmanstrand) est une ville située sur les rives du lac Saimaa dans le sud-est de la Finlande, à environ 20 km de la frontière avec la Russie. La ville faisait partie de l'ancienne province de Finlande méridionale (en finnois : Etelä-Suomen lääni, en suédois : Södra Finlands län) et est la capitale de la région de Carélie du Sud.
La municipalité voisine de Joutseno a été fusionnée avec Lappeenranta le 1er janvier 2009, celle de Ylämaa le 1er janvier 2010.
Avec 72 698 habitants (au 30 septembre 2013), Lappeenranta est la treizième plus grande ville de Finlande.

## Histoire
Au Moyen Âge, le site abrite déjà l'important marché de Lapvesi, bénéficiant de sa position stratégique sur une importante route commerciale entre la Scandinavie et les terres actuellement russes.

### Fondation de la ville et domination suédoise jusqu'en 1743
En 1649, Johan Rosenhane le gouverneur des provinces de Viipuri et de Savonlinna demande la fondation de la ville.
La même année, Christine de Suède lui octroie le droit de cité.
La ville reçoit son nom suédois de Villmanstrand (« rive de l'homme sauvage »), qui témoigne bien du peu de considération des maîtres suédois pour ces tribus caréliennes. Le blason a conservé le souvenir de ce nom.
Le gouverneur général Per Brahe annoncera la création de la ville.
Les Suédois commencent dans les années suivantes la construction de la forteresse.
Les bourgeois obtiennent le droit de commercer avec d'autres villes commerçantes comme Viipuri mais pas de faire directement du commerce international.
À sa création, la superficie de la ville est de 1,1 km2 et elle abrite quelques centaines d'habitants.
Pendant la Guerre russo-suédoise de 1741-1743, les troupes Russes prennent le contrôle de la ville le 23 août 1741 par la bataille de Vilmanstrand.
À la fin de la guerre, le Traité d'Åbo cède la Carélie à la Russie : Lappeenranta se retrouve donc en Russie 65 ans avant le reste de la Finlande.

### L'empire russe 1743–1811
Après le traité d'Åbo de 1743, les fortifications de Lappeenranta, Hamina et d'Olavinlinna sont dans la partie cédée à la Russie.
En 1744, ils fondent le gouvernement de Viipuri qui rassemble les provinces de Viipuri, Käkisalmi et de Kyminkartano.
Jusqu'à la Guerre de Finlande cette zone sera nommée l'ancienne Finlande pour la discerner de la nouvelle finlande.
Lappeenranta devient le centre administratif de la province de Kyminkartano.
Catherine II de Russie modernisera l'administration de la ville, le droit de commerce est libéré et tout un chacun a le droit de commercer.
La ville connaît alors un important développement en tant que ville frontière, tout en restant dans l'ombre de Vyborg.
Elle développe une tradition militaire autour de son imposante forteresse. On y trouve encore aujourd'hui l'école militaire la plus prestigieuse du pays.

### L'autonomie 1812–1917
En 1812, Lappeenranta comme le reste de l'ancienne Finlande est rattachée au grand-duché de Finlande.
En 1812, la ville a 210 habitants et est située dans l’enceinte fortifiée, elle commence à s’étendre à l'extérieur des fortifications et son nombre d'habitants augmente.
Le XIXe siècle voit un important développement de l'industrie.

### L'indépendance
Les oppositions politiques sont exacerbées par les réactions au Manifeste de février de 1899 et par la Grande grève de 1905.
Après la grande grève, on fonde les gardes populaires et après la révolution russe les milices de travailleurs deviennent la garde rouge contre laquelle on crée la Garde blanche.
À Lappeenranta, le régiment de la garde rouge est fondé le 11 novembre 1917.
Des affrontements ont lieu entre les gardes et, au début 1918, les gardes rouges prennent le contrôle des gares ferroviaires de la ville pour protéger la circulation des trains.
En avril, les rouges effectueront des meurtres de masse.
Les blancs reprennent le contrôle de la ville le 26 avril et commencent l'épuration.
À la fin de la guerre, le 13 mai 1918, on crée le camp de prisonniers de Lappeenranta.

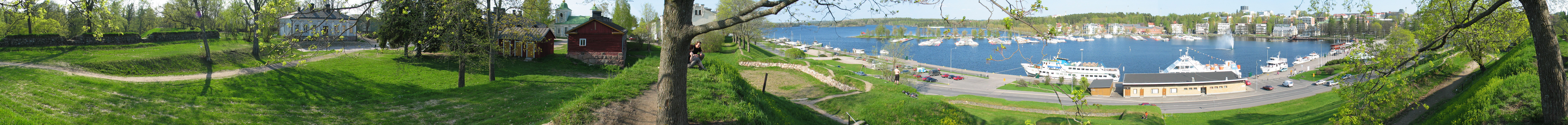
Forteresse de Lappeenranta.

## Géographie
La municipalité compte 37 km de frontière avec la Russie et un poste frontière (Nuijamaa). Une petite partie nord de la commune est occupée par le lac Saimaa, mais l'essentiel est constitué de forêts et de terres agricoles. Le Salpausselkä traverse également la commune, bloquant au nord les eaux du Saimaa.
Les municipalités voisines sont Joutseno à l'est, Taipalsaari et Lemi au nord, Luumäki à l'ouest et Ylämaa au sud-ouest.

## Administration

### Conseil municipal
Les 51 sièges du conseill municipal de Lappeenranta sont répartis comme suit :
| Parti | Parti                              | Sièges 2021–2025 |
| ----- | ---------------------------------- | ---------------- |
|       | Parti social-démocrate de Finlande | 12               |
|       | Parti de la Coalition nationale    | 13               |
|       | Alliance de gauche                 | 1                |
|       | Vrais Finlandais                   | 9                |
|       | Ligue verte                        | 5                |
|       | Chrétiens-démocrates               | 2                |
|       | Parti du centre                    | 9                |
|       | autres                             | 0                |

## Démographie
Depuis 1980, la démographie de Lappeenranta a évolué comme suit,, :
| Année      | 1980   | 1985   | 1990   | 1995   | 2000   | 2005   |
| ---------- | ------ | ------ | ------ | ------ | ------ | ------ |
| population | 68 814 | 69 112 | 68 662 | 69 850 | 70 587 | 71 435 |

| Année      | 2010   | 2015   | 2020   |
| ---------- | ------ | ------ | ------ |
| population | 71 982 | 72 835 | 72 266 |

## Économie
Le socle traditionnel de l'économie repose comme dans les villes voisines sur la pâte à papier. UPM est le premier employeur privé de la ville.
Aujourd'hui, Lappeenranta mise beaucoup sur le tourisme, en forte augmentation. Pour les Finlandais, c'est une ville attractive en raison du cadre de vie, de l'histoire et du grand lac Saimaa.
Lappeenranta est devenue une place très prisée des Russes.
Les statistiques de ventes hors taxes placent ainsi Lappeenranta au second rang des villes de Finlande, juste derrière Helsinki avec 76,5 millions d'euros en 2011 soit pour environ 30 % des ventes en Finlande.
Les principaux employeurs publics sont le district hospitalier de Carélie du Sud et la municipalité de Lappeenranta.

### Principales entreprises
En 2022, les principales entreprises privées de Lappeenranta par chiffre d'affaires sont :
| Société                        | C.A.   |
| ------------------------------ | ------ |
| Etelä-Karjalan Osuuskauppa     | 315 M€ |
| Vianor Oy                      | 123 M€ |
| Auto-Suni Lappeenranta         | 93 M€  |
| Visma Solutions Oy             | 85 M€  |
| Lappeenrannan Energiaverkot Oy | 62 M€  |
| Auto-Kilta Oy Lappeenranta     | 58 M€  |
| Lappeenrannan Energia Oy       | 56 M€  |
| Meidän IT ja talous Oy         | 54 M€  |
| Saimaan Tukipalvelut Oy        | 50 M€  |
| Kaukaan Voima Oy               | 49 M€  |

### Employeurs
En 2022, les plus importants employeurs privées de Lappeenranta sont:
| Employeur               | Employés |
| ----------------------- | -------- |
| Saimaan Tukipalvelut Oy | 891      |
| Vianor Oy pääkonttori   | 683      |
| Meidän IT ja talous Oy  | 440      |
| Visma Solutions Oy      | 307      |
| Danfoss Editron Oy      | 152      |
| Saimaan Työpalvelu Oy   | 136      |
| Saimaa Terminals Oy Ab  | 130      |
| Idan.fi Oy              | 129      |
| Attendo Saima 1         | 20       |
| Auto-Suni Lappeenranta  | 120      |

## Enseignement

### Lycées
Les lycées municipaux de Lappeenranta sont le lycée de Lappeenranta (fi) et le lycée de Kimpinen (fi), qui comprend également un lycée pour adultes.
En outre, Lappeenranta comprend aussi le lycée finno-russe de Finlande orientale (fi) et le lycée BI de Carélie du Sud, menant au baccalauréat international.

### Enseignement supérieur
Lappeenranta compte 11 500 étudiants en 2011, répartis dans 4 établissements d'enseignement supérieur, dont l'université de technologie de Lappeenranta (LUT) et l'université des sciences appliquées du Saimaa.

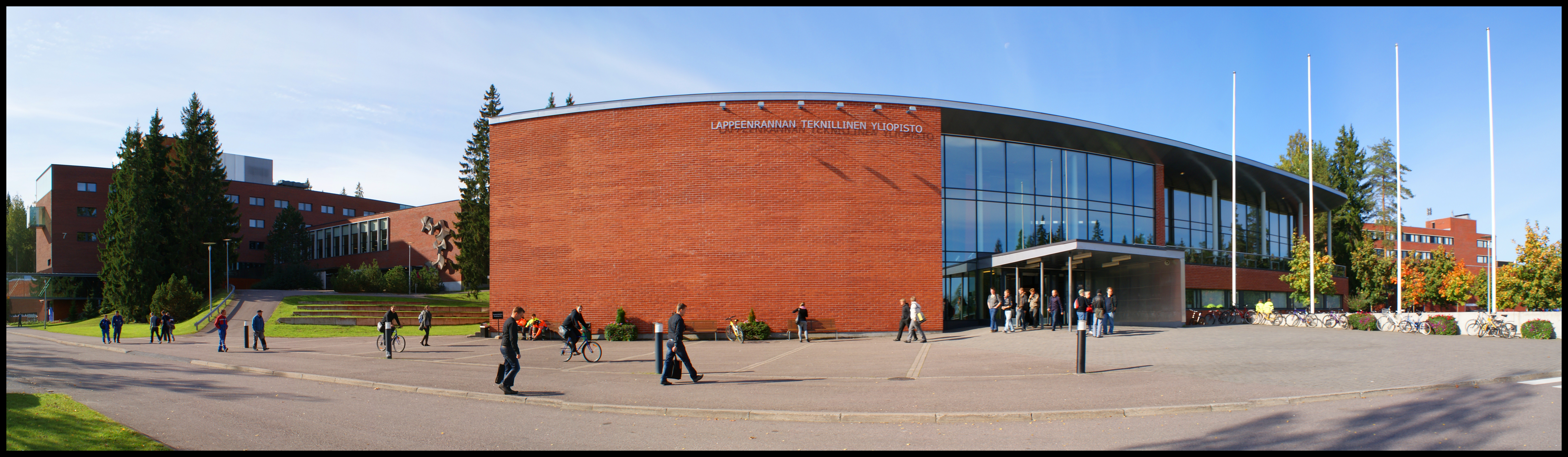
L'université de technologie de Lappeenranta

## Transports

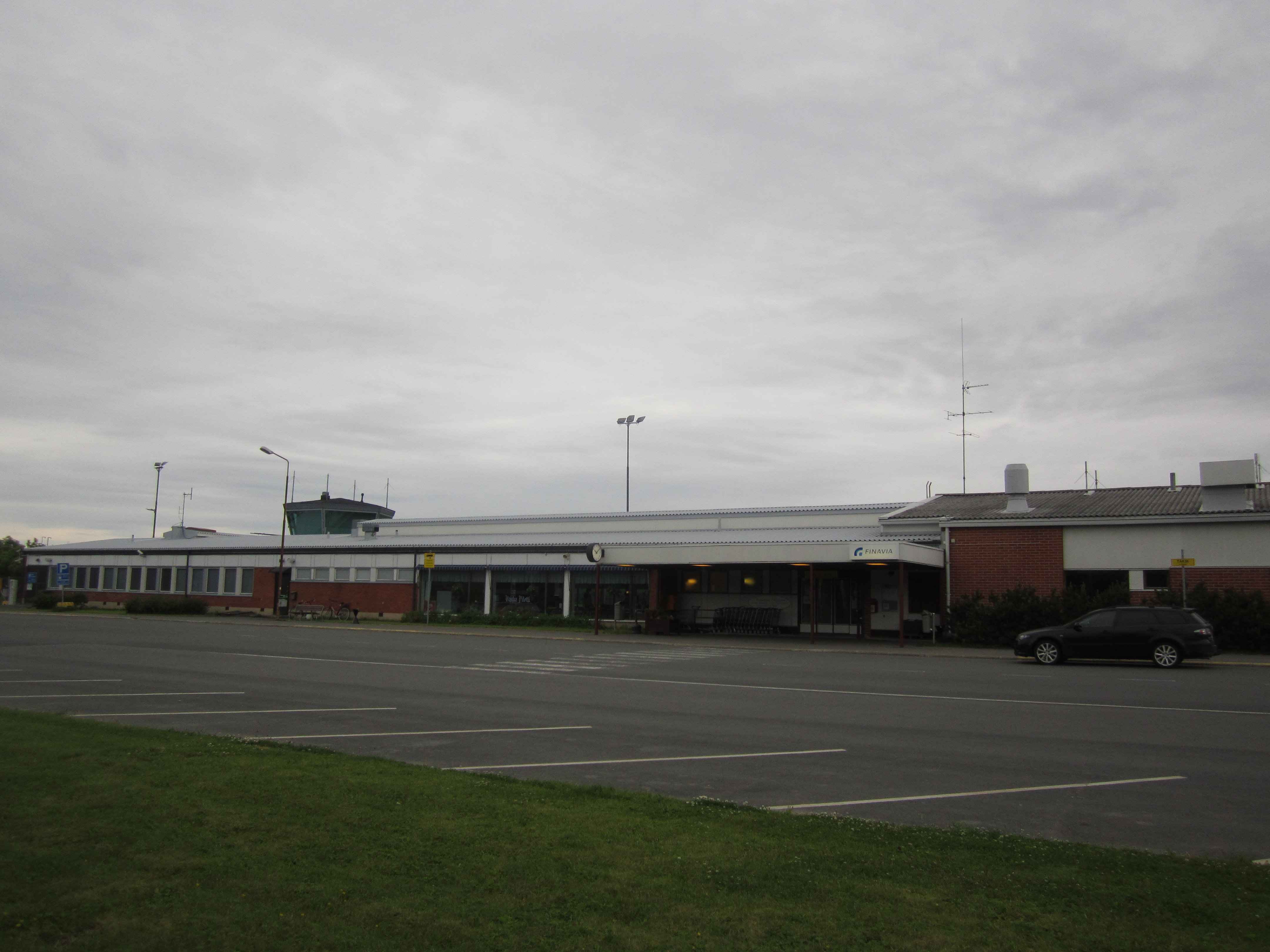
L'aéroport de Lappeenranta.

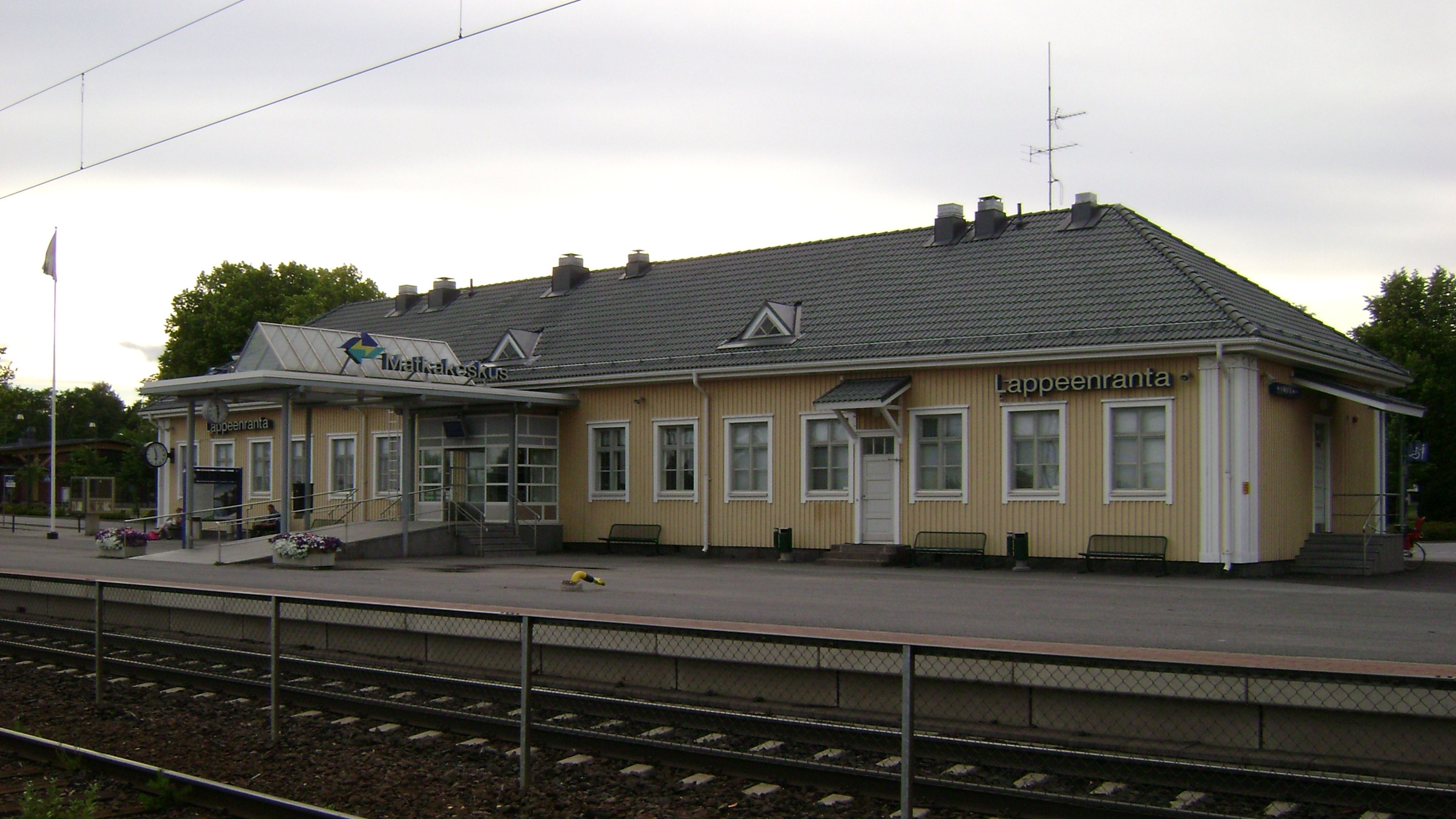
La gare ferroviaire de Lappeenranta.

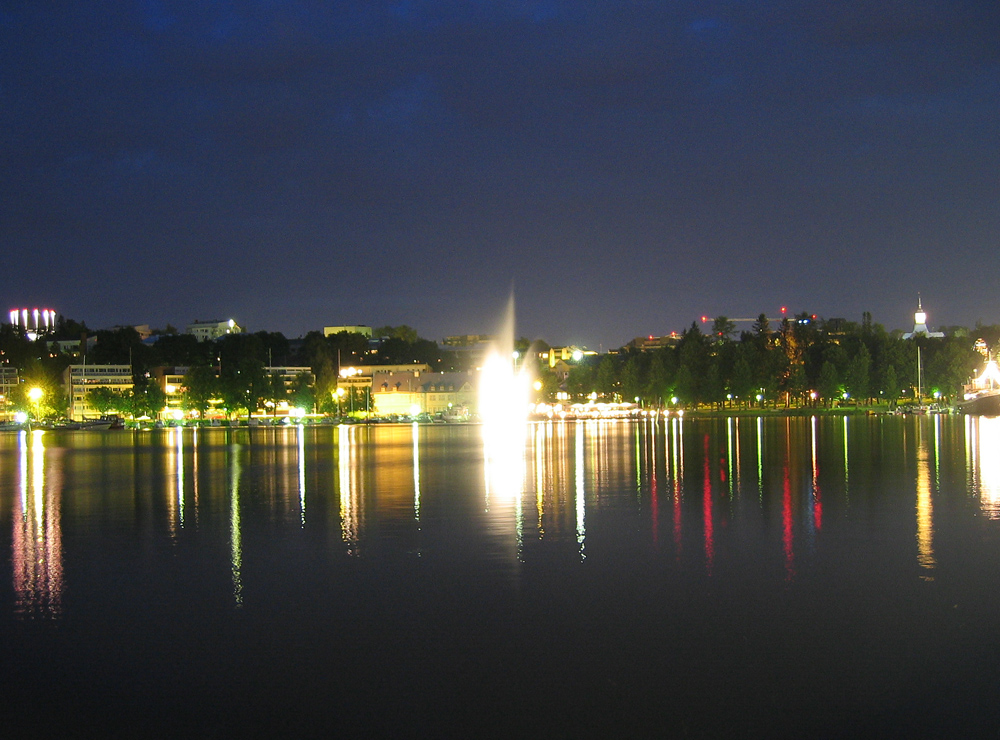
Le port une nuit d'août.

### Transport ferroviaire
La ville est reliée au réseau ferroviaire finlandais la mettant à 2h45 d'Helsinki.
Lappeenranta est sur la voie de Carélie Luumäki-Joensuu.
De la gare ferroviaire de Vainikkala, le train Allegro rejoint Saint-Pétersbourg en 90 minutes.

### Transport aérien
La ville compte également l'aéroport de Lappeenranta, fondé en 1918 et le plus ancien de Finlande.
L'aéroport a accueilli 98 300 passagers en 2013.
L’aéroport a des liaisons régulières avec Riga par airBaltic et Düsseldorf-Weeze, Milan-Bergame et Barcelone-Gérone par Ryanair.

### Transport fluvial
Le canal de Saimaa relie la ville à Vyborg et au Golfe de Finlande.
Le port de Lappeenranta sert au transport de voyageurs et de marchandises.

### Transport routier
Enfin, la ville, bien qu'excentrée, est bien reliée aux autres villes finlandaises par voie routière, traversée par la nationale 6 (Helsinki-Joensuu-Kajaani) et elle est le point de départ de la nationale 13 vers Mikkeli.
Elle est traversée par la route du poème et de la frontière.
Distances :
- Imatra : 36 km
- Vyborg : 69 km
- Mikkeli : 105 km
- Helsinki : 223 km
- Tampere : 274 km
- Saint-Pétersbourg : 285 km
- Turku : 364 km
- Oulu : 553 km
- Rovaniemi : 776 km

## Lieux et monuments
| Carte de lieux et monuments de Lappeenranta                                            |
| Carte interactive de lieux et monuments de Savonlinna (cliquer pour voir les détails). |

Lappeenranta a de nombreux bâtiments:
- Théâtre de Lappeenranta
- Église de Lappee
- Église de Sammonlahti (fi)
- Église de Lauritsala
- Église de Joutseno
- Église d'Ylämaa
- Église de Nuijamaa (fi)
- Galerie Pihatto (fi)
- Forteresse de Lappeenranta
- Église orthodoxe de Lappeenranta
- Église de Lappeenranta
- Université de technologie de Lappeenranta
- Université des sciences appliquées du Saimaa
- Gare ferroviaire de Lappeenranta
- Musée de Carélie du Sud (fi)
- Musée d'art de Lappeenranta
- Gare ferroviaire de Vainikkala
- Hôpital central de Carélie du Sud
- Cimenterie Finnsementti

| Carte de lieux et monuments de Lappeenranta                                            |
| Carte interactive de lieux et monuments de Savonlinna (cliquer pour voir les détails). |

## Personnalités
- Antti Aalto
- Koop Arponen
- Arto Bryggare
- Kaarlo Halttunen
- Laila Hirvisaari
(ex. Laila Hietamies)
- Horna
- Kari Jormakka
- Anssi Kippo
- Kotiteollisuus
- Arvi Lind
- Pave Maijanen
- Miikka Multaharju
- Jaska Raatikainen
- Jukka Paarma
- Tiia Piili
- Saku Puhakainen
- Satanic Warmaster
- Petri Skriko
- Juha Tiainen
- Mokoma
- Battlelore
- Hanna Pakarinen
- Christian Ruuttu
- Vesa Vierikko
- Vesa Viitakoski

## Jumelages
Lappeenranta est jumelée avec:
| Ville | Ville            | Pays | Pays       | Période     |
| ----- | ---------------- | ---- | ---------- | ----------- |
|       | Drammen          |      | Norvège    | depuis 1948 |
|       | Kline            |      | Russie     | depuis 1966 |
|       | Kolding,         |      | Danemark   | depuis 1948 |
|       | Lake Worth Beach |      | États-Unis | depuis 1976 |
|       | Rakvere,         |      | Estonie    | depuis 1994 |
|       | Schwäbisch Hall  |      | Allemagne  | depuis 1985 |
|       | Stykkishólmur    |      | Islande    | depuis 1980 |
|       | Szombathely      |      | Hongrie    | depuis 1983 |
|       | Örebro           |      | Suède      | depuis 1940 |